# Nazionale maschile under 18 di pallacanestro del Messico
La nazionale di pallacanestro messicana Under-18 è una selezione giovanile della nazionale messicana di pallacanestro, ed è rappresentata dai migliori giocatori di nazionalità messicana di età non superiore ai 18 anni.
Partecipa a tutte le manifestazioni internazionali giovanili di pallacanestro per nazioni gestite dalla FIBA.

## Partecipazioni

### FIBA Americas Under-18 Championship for Men
- 1994 - 9°
- 1998 - 8°
- 2002 - 8°
- 2006 - 8°
- 2008 - 7°

- 2010 - 8°
- 2012 - 5°
- 2014 - 7°